# Élections départementales de 2021 en Côte-d'Or
Les élections départementales en Côte-d'Or ont lieu les 20 et 27 juin 2021.

## Contexte départemental

### Assemblée départementale sortante
Avant les élections, le conseil départemental de la Côte-d'Or est présidé par François Sauvadet (UDI).
Il comprend 46 conseillers départementaux issus des 23 cantons de Côte-d'Or.
|                                      |       |       |      |                         |  |
| Président du conseil départemental   |       |       |      |                         |  |
| François Sauvadet (UDI)              |       |       |      |                         |  |
| Parti                                | Sigle | Sigle | Élus | Groupes                 |  |
| Majorité (28 sièges)                 |       |       |      |                         |  |
| Les Républicains                     |       | LR    | 13   | Majorité départementale |  |
| Divers droite                        |       | DVD   | 10   | Majorité départementale |  |
| Union des démocrates et indépendants |       | UDI   | 5    | Majorité départementale |  |
| Opposition (18 sièges)               |       |       |      |                         |  |
| Parti socialiste                     |       | PS    | 14   | Forces de progrès       |  |
| Génération.s                         |       | G.s   | 2    | Forces de progrès       |  |
| Divers gauche                        |       | DVG   | 1    | Forces de progrès       |  |
| Divers gauche                        |       | DVG   | 1    | Non-inscrit             |  |

## Système électoral
Les élections ont lieu au scrutin majoritaire binominal à deux tours. Le système est paritaire : les candidatures sont présentées sous la forme d'un binôme composé d'une femme et d'un homme avec leurs suppléants (une femme et un homme également).
Pour être élu au premier tour, un binôme doit obtenir la majorité absolue des suffrages exprimés et un nombre de suffrages au moins égal à 25 % des électeurs inscrits. Si aucun binôme n'est élu au premier tour, seuls peuvent se présenter au second tour les binômes qui ont obtenu un nombre de suffrages au moins égal à 12,5 % des électeurs inscrits, sans possibilité pour les binômes de fusionner. Est élu au second tour le binôme qui obtient le plus grand nombre de voix.

## Résultats à l'échelle du département

### Résultats par nuances du ministère de l'Intérieur
Les nuances utilisées par le ministère de l'Intérieur ne tiennent pas compte des alliances locales.
| Binômes                  | Binômes                              | Binômes                  | Premier tour | Premier tour | Premier tour | Second tour | Second tour   | Second tour | Total | +/-           |  |
| Binômes                  | Binômes                              | Binômes                  | Voix         | %            | Sièges       | Voix        | %             | Sièges      | Total | +/-           |  |
| ------------------------ | ------------------------------------ | ------------------------ | ------------ | ------------ | ------------ | ----------- | ------------- | ----------- | ----- | ------------- |  |
|                          | Rassemblement national               | RN                       | 23 426       | 18,83        | 0            | 5 990       | 5,33          | 0           | 0     | en stagnation |  |
|                          | Divers droite                        | DVD                      | 20 897       | 16,80        | 2            | 22 868      | 20,35         | 6           | 8     | 8             |  |
|                          | Les Républicains                     | LR                       | 19 800       | 15,91        | 2            | 23 349      | 20,78         | 10          | 12    | 12            |  |
|                          | Divers gauche                        | DVG                      | 15 747       | 12,66        | 0            | 17 129      | 15,25         | 10          | 10    | 10            |  |
|                          | Parti socialiste                     | SOC                      | 14 140       | 11,37        | 0            | 19 651      | 17,49         | 8           | 8     | 6             |  |
|                          | Union des démocrates et indépendants | UDI                      | 9 541        | 7,67         | 0            | 11 077      | 9,86          | 6           | 6     | 6             |  |
|                          | La République en marche              | REM                      | 5 327        | 4,28         | 0            | 2 002       | 1,78          | 0           | 0     | Nv.           |  |
|                          | Union au centre et à droite          | UCD                      | 2 165        | 1,74         | 0            | 3 379       | 3,01          | 2           | 2     | Nv.           |  |
|                          | Divers centre                        | DVC                      | 1 601        | 1,29         | 0            | 2 276       | 2,03          | 0           | 0     | Nv.           |  |
|                          | Écologistes                          | ECO                      | 4 249        | 3,42         | 0            |             |               |             | 0     | en stagnation |  |
|                          | Parti communiste français            | COM                      | 2 672        | 2,15         | 0            | 0           | en stagnation |             |       |               |  |
|                          | La France insoumise                  | FI                       | 1 480        | 1,19         | 0            | 0           | en stagnation |             |       |               |  |
|                          | Divers                               | DIV                      | 3 228        | 2,59         | 0            | 0           | en stagnation |             |       |               |  |
|                          | Extrême gauche                       | EXG                      | 141          | 0,11         | 0            | 0           | en stagnation |             |       |               |  |
|                          |                                      |                          |              |              |              |             |               |             |       |               |  |
| Suffrages exprimés       | Suffrages exprimés                   | Suffrages exprimés       | 124 414      | 98,82        |              | 112 348     | 92,96         |             |       |               |  |
| Votes blancs             | Votes blancs                         | Votes blancs             | 3 753        | 2,89         | 6 074        | 5,03        |               |             |       |               |  |
| Votes nuls               | Votes nuls                           | Votes nuls               | 1 671        | 1,29         | 2 440        | 2,02        |               |             |       |               |  |
| Total                    | Total                                | Total                    | 129 838      | 100          | 4            | 120 862     | 100           | 42          | 46    | en stagnation |  |
| Abstentions              | Abstentions                          | Abstentions              | 228 466      | 63,76        |              | 205 350     | 65,95         |             |       |               |  |
| Inscrits / participation | Inscrits / participation             | Inscrits / participation | 358 304      | 36,24        | 326 212      | 37,05       |               |             |       |               |  |

### Assemblée départementale élue
|                                      |       |       |      |                            |  |
| Président du conseil départemental   |       |       |      |                            |  |
| François Sauvadet (UDI)              |       |       |      |                            |  |
| Parti                                | Sigle | Sigle | Élus | Groupes                    |  |
| Majorité (28 sièges)                 |       |       |      |                            |  |
| Les Républicains                     |       | LR    | 16   | La Côte-d'Or passionnément |  |
| Union des démocrates et indépendants |       | UDI   | 6    | La Côte-d'Or passionnément |  |
| Divers droite                        |       | DVD   | 5    | La Côte-d'Or passionnément |  |
| Divers centre                        |       | DVC   | 1    | La Côte-d'Or passionnément |  |
| Opposition (18 sièges)               |       |       |      |                            |  |
| Parti socialiste                     |       | PS    | 11   | Côte-d'Or Terres d'avenir  |  |
| Divers gauche                        |       | DVG   | 3    | Côte-d'Or Terres d'avenir  |  |
| Europe Écologie Les Verts            |       | EÉLV  | 2    | Côte-d'Or Terres d'avenir  |  |
| Génération.s                         |       | G.s   | 1    | Côte-d'Or Terres d'avenir  |  |
| Cap21                                |       | Cap21 | 1    | Côte-d'Or Terres d'avenir  |  |

### Élus par canton
| Canton                 | Conseiller Sortant         | Parti | Parti | Conseiller Élu             | Parti | Parti |
| ---------------------- | -------------------------- | ----- | ----- | -------------------------- | ----- | ----- |
| Arnay-le-Duc           | Béatrice Moingeon-Hermary  |       | PS    | Isabelle Cognard           |       | DVG   |
| Arnay-le-Duc           | Pierre Poillot             |       | PS    | Pierre Poillot             |       | PS    |
| Auxonne                | Dominique Girard           |       | DVD   | Marie-Claire Bonnet-Vallet |       | UDI   |
| Auxonne                | Marie-Claire Vallet        |       | UDI   | Sébastien Sordel           |       | UDI   |
| Beaune                 | Marie-Laure Rakic          |       | DVD   | Pierre Bolze               |       | LR    |
| Beaune                 | Jean-Pierre Rebourgeon     |       | LR    | Charlotte Fougere          |       | LR    |
| Brazey-en-Plaine       | Emmanuelle Coint           |       | LR    | Emmanuelle Coint           |       | LR    |
| Brazey-en-Plaine       | Gilles Delepau             |       | DVD   | Gilles Delepau             |       | DVD   |
| Châtillon-sur-Seine    | Valérie Bouchard           |       | DVD   | Valérie Bouchard           |       | DVD   |
| Châtillon-sur-Seine    | Hubert Brigand             |       | LR    | Hubert Brigand             |       | LR    |
| Chenôve                | Dominique Michel           |       | DVG   | Patrick Audard             |       | PS    |
| Chenôve                | Jeannine Tisserandot       |       | G.s   | Caroline Carlier           |       | G.s   |
| Chevigny-Saint-Sauveur | Michel Bachelard           |       | PS    | Guillaume Ruet             |       | LR    |
| Chevigny-Saint-Sauveur | Dénia Hazhaz               |       | PS    | Viviane Vuillermot         |       | LR    |
| Dijon-1                | Danielle Darfeuille        |       | LR    | Clémentine Barbier         |       | LR    |
| Dijon-1                | François-Xavier Dugourd    |       | LR    | François-Xavier Dugourd    |       | LR    |
| Dijon-2                | Nathalie Koenders          |       | PS    | Billy Chrétien             |       | EÉLV  |
| Dijon-2                | Lionel Bard                |       | PS    | Nathalie Koenders          |       | PS    |
| Dijon-3                | Hamid El Hassouni          |       | PS    | Hamid El Hassouni          |       | PS    |
| Dijon-3                | Sandrine Hily              |       | DVG   | Catherine Hervieu          |       | EÉLV  |
| Dijon-4                | Anne Erschens              |       | LR    | Nuray Akpinar-Istiquam     |       | PS    |
| Dijon-4                | Ludovic Rochette           |       | DVD   | Benoît Bordat              |       | Cap21 |
| Dijon-5                | Christophe Avena           |       | PS    | Christophe Avena           |       | PS    |
| Dijon-5                | Colette Popard             |       | PS    | Marie-Thérèse Pugliese     |       | PS    |
| Dijon-6                | Céline Maglica             |       | PS    | Céline Maglica             |       | PS    |
| Dijon-6                | Massar N'Diaye             |       | PS    | Massar N'Diaye             |       | PS    |
| Fontaine-lès-Dijon     | Patrick Chapuis            |       | LR    | Patrick Chapuis            |       | LR    |
| Fontaine-lès-Dijon     | Patricia Gourmand          |       | LR    | Patricia Gourmand          |       | LR    |
| Genlis                 | Vincent Dancourt           |       | LR    | Martial Mathiron           |       | DVG   |
| Genlis                 | Christelle Meheu           |       | DVD   | Gaëlle Thomas              |       | DVG   |
| Is-sur-Tille           | Charles Barrière           |       | LR    | Charles Barrière           |       | LR    |
| Is-sur-Tille           | Catherine Louis            |       | UDI   | Catherine Louis            |       | UDI   |
| Ladoix-Serrigny        | Anne Parent                |       | DVD   | Anne Parent                |       | DVD   |
| Ladoix-Serrigny        | Denis Thomas               |       | LR    | Denis Thomas               |       | LR    |
| Longvic                | Christophe Lucand          |       | PS    | Christophe Lucand          |       | PS    |
| Longvic                | Céline Tonot               |       | PS    | Céline Tonot               |       | PS    |
| Montbard               | Marc Frot                  |       | UDI   | Marc Frot                  |       | UDI   |
| Montbard               | Laurence Porte             |       | UDI   | Laurence Porte             |       | UDI   |
| Nuits-Saint-Georges    | Valérie Dureuil            |       | DVD   | Valérie Dureuil            |       | DVD   |
| Nuits-Saint-Georges    | Hubert Poullot             |       | LR    | Hubert Poullot             |       | LR    |
| Saint-Apollinaire      | Christine Richard          |       | DVD   | Christine Blanc            |       | DVD   |
| Saint-Apollinaire      | Laurent Thomas             |       | LR    | Laurent Thomas             |       | LR    |
| Semur-en-Auxois        | Martine Eap-Dupin          |       | LR    | Martine Eap-Dupin          |       | LR    |
| Semur-en-Auxois        | François Sauvadet          |       | UDI   | François Sauvadet          |       | UDI   |
| Talant                 | Christine Renaudin-Jacques |       | G.s   | Alain Lamy                 |       | LR    |
| Talant                 | Paul Robinat               |       | PS    | Céline Vialet              |       | DVC   |

## Résultats par canton
Les binômes sont présentés par ordre décroissant des résultats au premier tour. En cas de victoire au second tour du binôme arrivé en deuxième place au premier, ses résultats sont indiqués en gras.

### Canton d'Arnay-le-Duc
| Candidats                | Candidats                 | Partis                   | Nuance                   | Premier tour | Premier tour | Second tour | Second tour |
| Candidats                | Candidats                 | Partis                   | Nuance                   | Voix         | %            | Voix        | %           |
| ------------------------ | ------------------------- | ------------------------ | ------------------------ | ------------ | ------------ | ----------- | ----------- |
|                          | Isabelle Cognard          | DVG                      | DVG                      | 2 775        | 48,15        | 3 472       | 60,40       |
|                          | Pierre Poillot            | PS                       | DVG                      | 2 775        | 48,15        | 3 472       | 60,40       |
|                          | Jean-Marie Faivret        | DVC                      | DVC                      | 1 601        | 27,78        | 2 276       | 39,60       |
|                          | Christine Moingeon-Perrot | DVC                      | DVC                      | 1 601        | 27,78        | 2 276       | 39,60       |
|                          | Jacques Bochot            | RN                       | RN                       | 1 387        | 24,07        |             |             |
|                          | Isabelle Monette          | RN                       | RN                       | 1 387        | 24,07        |             |             |
|                          |                           |                          |                          |              |              |             |             |
| Suffrages exprimés       | Suffrages exprimés        | Suffrages exprimés       | Suffrages exprimés       | 5 763        | 93,88        | 5 748       | 91,60       |
| Votes blancs             | Votes blancs              | Votes blancs             | Votes blancs             | 281          | 4,58         | 377         | 6,01        |
| Votes nuls               | Votes nuls                | Votes nuls               | Votes nuls               | 95           | 1,55         | 150         | 2,39        |
| Total                    | Total                     | Total                    | Total                    | 6 139        | 100          | 6 275       | 100         |
| Abstention               | Abstention                | Abstention               | Abstention               | 8 977        | 59,39        | 8 850       | 58,51       |
| Inscrits / participation | Inscrits / participation  | Inscrits / participation | Inscrits / participation | 15 116       | 40,61        | 15 125      | 41,49       |

### Canton d'Auxonne
| Candidats                | Candidats                  | Partis                   | Nuance                   | Premier tour | Premier tour | Second tour | Second tour |
| Candidats                | Candidats                  | Partis                   | Nuance                   | Voix         | %            | Voix        | %           |
| ------------------------ | -------------------------- | ------------------------ | ------------------------ | ------------ | ------------ | ----------- | ----------- |
|                          | Marie-Claire Bonnet-Vallet | UDI                      | UDI                      | 2 522        | 49,44        | 3 401       | 68,27       |
|                          | Sébastien Sordel           | UDI                      | UDI                      | 2 522        | 49,44        | 3 401       | 68,27       |
|                          | Karine Fleck               | RN                       | RN                       | 1 476        | 28,94        | 1 581       | 31,73       |
|                          | Franck Gaillard            | RN                       | RN                       | 1 476        | 28,94        | 1 581       | 31,73       |
|                          | David Camus                | SE                       | DIV                      | 1 103        | 21,62        |             |             |
|                          | Corine Roussel             | SE                       | DIV                      | 1 103        | 21,62        |             |             |
|                          |                            |                          |                          |              |              |             |             |
| Suffrages exprimés       | Suffrages exprimés         | Suffrages exprimés       | Suffrages exprimés       | 5 101        | 95,72        | 4 982       | 93,38       |
| Votes blancs             | Votes blancs               | Votes blancs             | Votes blancs             | 140          | 2,63         | 232         | 4,35        |
| Votes nuls               | Votes nuls                 | Votes nuls               | Votes nuls               | 88           | 1,65         | 121         | 2,27        |
| Total                    | Total                      | Total                    | Total                    | 5 329        | 100          | 5 335       | 100         |
| Abstention               | Abstention                 | Abstention               | Abstention               | 10 918       | 67,20        | 10 917      | 67,17       |
| Inscrits / participation | Inscrits / participation   | Inscrits / participation | Inscrits / participation | 16 247       | 332,80       | 16 252      | 32,83       |

### Canton de Beaune
| Candidats                | Candidats                | Partis                   | Nuance                   | Premier tour | Premier tour | Second tour | Second tour |
| Candidats                | Candidats                | Partis                   | Nuance                   | Voix         | %            | Voix        | %           |
| ------------------------ | ------------------------ | ------------------------ | ------------------------ | ------------ | ------------ | ----------- | ----------- |
|                          | Pierre Bolze             | LR                       | LR                       | 1 485        | 32,90        | 2 341       | 52,27       |
|                          | Charlotte Fougere        | LR                       | LR                       | 1 485        | 32,90        | 2 341       | 52,27       |
|                          | Marie-Laure Rakic        | DVD                      | DVD                      | 1 161        | 25,73        | 2 138       | 47,73       |
|                          | Jean-Benoit Vuittenez    | DVD                      | DVD                      | 1 161        | 25,73        | 2 138       | 47,73       |
|                          | Carole Bernhard          | EELV                     | ECO                      | 747          | 16,55        |             |             |
|                          | Raphaël Bouillet         | PS                       | ECO                      | 747          | 16,55        |             |             |
|                          | René Lioret              | RN                       | RN                       | 647          | 14,34        |             |             |
|                          | Martine Torres           | RN                       | RN                       | 647          | 14,34        |             |             |
|                          | Geoffroy Brunel          | LREM                     | REM                      | 473          | 10,48        |             |             |
|                          | Patricia Volatier        | LREM                     | REM                      | 473          | 10,48        |             |             |
|                          |                          |                          |                          |              |              |             |             |
| Suffrages exprimés       | Suffrages exprimés       | Suffrages exprimés       | Suffrages exprimés       | 4 513        | 97,90        | 4 479       | 89,01       |
| Votes blancs             | Votes blancs             | Votes blancs             | Votes blancs             | 64           | 1,39         | 403         | 8,01        |
| Votes nuls               | Votes nuls               | Votes nuls               | Votes nuls               | 33           | 0,72         | 150         | 2,98        |
| Total                    | Total                    | Total                    | Total                    | 4 610        | 100          | 5 032       | 100         |
| Abstention               | Abstention               | Abstention               | Abstention               | 9 740        | 67,87        | 9 318       | 64,93       |
| Inscrits / participation | Inscrits / participation | Inscrits / participation | Inscrits / participation | 14 350       | 32,13        | 14 350      | 335,07      |

### Canton de Brazey-en-Plaine
| Candidats                | Candidats                    | Partis                   | Nuance                   | Premier tour | Premier tour | Second tour | Second tour |
| Candidats                | Candidats                    | Partis                   | Nuance                   | Voix         | %            | Voix        | %           |
| ------------------------ | ---------------------------- | ------------------------ | ------------------------ | ------------ | ------------ | ----------- | ----------- |
|                          | Emmanuelle Coint             | LR                       | LR                       | 2 073        | 41,90        | 2 959       | 61,17       |
|                          | Gilles Delepau               | DVD                      | LR                       | 2 073        | 41,90        | 2 959       | 61,17       |
|                          | Alain Becquet                | SE                       | DIV                      | 1 452        | 29,35        | 1 878       | 38,83       |
|                          | Celine Gilardet              | SE                       | DIV                      | 1 452        | 29,35        | 1 878       | 38,83       |
|                          | Dominique-Alexandre Bourgois | RN                       | RN                       | 1 422        | 28,74        |             |             |
|                          | Valérie Guiboux              | RN                       | RN                       | 1 422        | 28,74        |             |             |
|                          |                              |                          |                          |              |              |             |             |
| Suffrages exprimés       | Suffrages exprimés           | Suffrages exprimés       | Suffrages exprimés       | 4 947        | 96,98        | 4 837       | 91,58       |
| Votes blancs             | Votes blancs                 | Votes blancs             | Votes blancs             | 96           | 1,88         | 319         | 6,04        |
| Votes nuls               | Votes nuls                   | Votes nuls               | Votes nuls               | 58           | 1,14         | 126         | 2,39        |
| Total                    | Total                        | Total                    | Total                    | 5 101        | 100          | 5 282       | 100         |
| Abstention               | Abstention                   | Abstention               | Abstention               | 9 969        | 66,15        | 9 792       | 64,96       |
| Inscrits / participation | Inscrits / participation     | Inscrits / participation | Inscrits / participation | 15 070       | 33,85        | 15 074      | 35,04       |

### Canton de Châtillon-sur-Seine
| Candidats                | Candidats                | Partis                   | Nuance                   | Premier tour | Premier tour |
| Candidats                | Candidats                | Partis                   | Nuance                   | Voix         | %            |
| ------------------------ | ------------------------ | ------------------------ | ------------------------ | ------------ | ------------ |
|                          | Valérie Bouchard         | DVD                      | DVD                      | 4 368        | 69,15        |
|                          | Hubert Brigand           | LR                       | DVD                      | 4 368        | 69,15        |
|                          | Stéphanie Ladde          | RN                       | RN                       | 1 172        | 18,55        |
|                          | Nicolas Mathey           | RN                       | RN                       | 1 172        | 18,55        |
|                          | Danielle Gutierrez       | PCF                      | COM                      | 777          | 12,30        |
|                          | Georges Vayrou           | PCF                      | COM                      | 777          | 12,30        |
|                          |                          |                          |                          |              |              |
| Suffrages exprimés       | Suffrages exprimés       | Suffrages exprimés       | Suffrages exprimés       | 6 317        | 95,31        |
| Votes blancs             | Votes blancs             | Votes blancs             | Votes blancs             | 184          | 2,78         |
| Votes nuls               | Votes nuls               | Votes nuls               | Votes nuls               | 127          | 1,92         |
| Total                    | Total                    | Total                    | Total                    | 6 628        | 100          |
| Abstention               | Abstention               | Abstention               | Abstention               | 9 064        | 57,76        |
| Inscrits / participation | Inscrits / participation | Inscrits / participation | Inscrits / participation | 15 692       | 42,24        |

### Canton de Chenôve
| Candidats                | Candidats                | Partis                   | Nuance                   | Premier tour | Premier tour | Second tour | Second tour |
| Candidats                | Candidats                | Partis                   | Nuance                   | Voix         | %            | Voix        | %           |
| ------------------------ | ------------------------ | ------------------------ | ------------------------ | ------------ | ------------ | ----------- | ----------- |
|                          | Patrick Audard           | PS                       | SOC                      | 1 287        | 37,94        | 1 894       | 54,13       |
|                          | Caroline Carlier         | G.s                      | SOC                      | 1 287        | 37,94        | 1 894       | 54,13       |
|                          | Philippe Neyraud         | LR                       | LR                       | 1 004        | 29,60        | 1 605       | 45,87       |
|                          | Céline Poillot           | LR                       | LR                       | 1 004        | 29,60        | 1 605       | 45,87       |
|                          | Chafic El-Sibai          | RN                       | RN                       | 692          | 20,40        |             |             |
|                          | Clotilde Luyt            | RN                       | RN                       | 692          | 20,40        |             |             |
|                          | Denis Guvenatam          | LFI                      | FI                       | 409          | 12,06        |             |             |
|                          | Patricia Marc            | LFI                      | FI                       | 409          | 12,06        |             |             |
|                          |                          |                          |                          |              |              |             |             |
| Suffrages exprimés       | Suffrages exprimés       | Suffrages exprimés       | Suffrages exprimés       | 3 392        | 96,01        | 3 499       | 92,84       |
| Votes blancs             | Votes blancs             | Votes blancs             | Votes blancs             | 89           | 2,52         | 185         | 4,91        |
| Votes nuls               | Votes nuls               | Votes nuls               | Votes nuls               | 52           | 1,47         | 85          | 2,26        |
| Total                    | Total                    | Total                    | Total                    | 3 533        | 100          | 3 769       | 100         |
| Abstention               | Abstention               | Abstention               | Abstention               | 8 298        | 70,14        | 8 069       | 68,16       |
| Inscrits / participation | Inscrits / participation | Inscrits / participation | Inscrits / participation | 11 831       | 29,86        | 11 838      | 31,84       |

### Canton de Chevigny-Saint-Sauveur
| Candidats                | Candidats                | Partis                   | Nuance                   | Premier tour | Premier tour | Second tour | Second tour |
| Candidats                | Candidats                | Partis                   | Nuance                   | Voix         | %            | Voix        | %           |
| ------------------------ | ------------------------ | ------------------------ | ------------------------ | ------------ | ------------ | ----------- | ----------- |
|                          | Guillaume Ruet           | LR                       | LR                       | 2 641        | 41,56        | 3 633       | 54,83       |
|                          | Viviane Vuillermot       | LR                       | LR                       | 2 641        | 41,56        | 3 633       | 54,83       |
|                          | Dénia Hazhaz             | PS                       | SOC                      | 2 133        | 33,56        | 2 993       | 45,17       |
|                          | Jean-Marie Vallet        | PS                       | SOC                      | 2 133        | 33,56        | 2 993       | 45,17       |
|                          | Frederic Degrave         | RN                       | RN                       | 1 052        | 16,55        |             |             |
|                          | Mélanie Fortier          | RN                       | RN                       | 1 052        | 16,55        |             |             |
|                          | Victorien Di Fraja       | LFI                      | FI                       | 529          | 8,32         |             |             |
|                          | Marie-Christine Gunther  | LFI                      | FI                       | 529          | 8,32         |             |             |
|                          |                          |                          |                          |              |              |             |             |
| Suffrages exprimés       | Suffrages exprimés       | Suffrages exprimés       | Suffrages exprimés       | 6 355        | 97,23        | 6 626       | 95,08       |
| Votes blancs             | Votes blancs             | Votes blancs             | Votes blancs             | 137          | 2,10         | 243         | 3,49        |
| Votes nuls               | Votes nuls               | Votes nuls               | Votes nuls               | 44           | 0,67         | 100         | 1,43        |
| Total                    | Total                    | Total                    | Total                    | 6 536        | 100          | 6 969       | 100         |
| Abstention               | Abstention               | Abstention               | Abstention               | 12 463       | 65,60        | 12 039      | 63,34       |
| Inscrits / participation | Inscrits / participation | Inscrits / participation | Inscrits / participation | 18 999       | 34,40        | 19 008      | 36,66       |

### Canton de Dijon-1
| Candidats                | Candidats                | Partis                   | Nuance                   | Premier tour | Premier tour | Second tour | Second tour |
| Candidats                | Candidats                | Partis                   | Nuance                   | Voix         | %            | Voix        | %           |
| ------------------------ | ------------------------ | ------------------------ | ------------------------ | ------------ | ------------ | ----------- | ----------- |
|                          | Clémentine Barbier       | LR                       | LR                       | 2 239        | 42,13        | 3 069       | 53,07       |
|                          | François-Xavier Dugourd  | LR                       | LR                       | 2 239        | 42,13        | 3 069       | 53,07       |
|                          | Antoine Hoareau          | PS                       | SOC                      | 2 123        | 39,95        | 2 714       | 46,93       |
|                          | Karine Savina            | GE                       | SOC                      | 2 123        | 39,95        | 2 714       | 46,93       |
|                          | Didier Martin            | LREM                     | REM                      | 952          | 17,91        |             |             |
|                          | Sarah Thierry            | LREM                     | REM                      | 952          | 17,91        |             |             |
|                          |                          |                          |                          |              |              |             |             |
| Suffrages exprimés       | Suffrages exprimés       | Suffrages exprimés       | Suffrages exprimés       | 5 314        | 95,18        | 5 783       | 95,87       |
| Votes blancs             | Votes blancs             | Votes blancs             | Votes blancs             | 185          | 3,31         | 169         | 2,80        |
| Votes nuls               | Votes nuls               | Votes nuls               | Votes nuls               | 84           | 1,50         | 80          | 1,33        |
| Total                    | Total                    | Total                    | Total                    | 5 583        | 100          | 6 032       | 100         |
| Abstention               | Abstention               | Abstention               | Abstention               | 9 219        | 62,28        | 8 773       | 59,26       |
| Inscrits / participation | Inscrits / participation | Inscrits / participation | Inscrits / participation | 14 802       | 37,72        | 14 805      | 40,74       |

### Canton de Dijon-2
| Candidats                | Candidats                | Partis                   | Nuance                   | Premier tour | Premier tour | Second tour | Second tour |
| Candidats                | Candidats                | Partis                   | Nuance                   | Voix         | %            | Voix        | %           |
| ------------------------ | ------------------------ | ------------------------ | ------------------------ | ------------ | ------------ | ----------- | ----------- |
|                          | Billy Chretien           | EÉLV                     | DVG                      | 2 459        | 47,73        | 3 213       | 61,54       |
|                          | Nathalie Koenders        | PS                       | DVG                      | 2 459        | 47,73        | 3 213       | 61,54       |
|                          | Agnès Livera             | LR                       | LR                       | 1 309        | 25,41        | 2 008       | 38,46       |
|                          | Axel Sibert              | LR                       | LR                       | 1 309        | 25,41        | 2 008       | 38,46       |
|                          | Eloi Delaporte           | EXG                      | ECO                      | 753          | 14,62        |             |             |
|                          | Catherine Gourdon        | EXG                      | ECO                      | 753          | 14,62        |             |             |
|                          | Jean-Pierre Belin        | RN                       | RN                       | 631          | 12,25        |             |             |
|                          | Angélique Sarzi          | RN                       | RN                       | 631          | 12,25        |             |             |
|                          |                          |                          |                          |              |              |             |             |
| Suffrages exprimés       | Suffrages exprimés       | Suffrages exprimés       | Suffrages exprimés       | 5 152        | 98,06        | 5 221       | 93,95       |
| Votes blancs             | Votes blancs             | Votes blancs             | Votes blancs             | 73           | 1,39         | 203         | 3,65        |
| Votes nuls               | Votes nuls               | Votes nuls               | Votes nuls               | 29           | 0,55         | 133         | 2,39        |
| Total                    | Total                    | Total                    | Total                    | 5 254        | 100          | 5 557       | 100         |
| Abstention               | Abstention               | Abstention               | Abstention               | 9 511        | 64,42        | 9 249       | 62,47       |
| Inscrits / participation | Inscrits / participation | Inscrits / participation | Inscrits / participation | 14 765       | 35,58        | 14 806      | 37,53       |

### Canton de Dijon-3
| Candidats                | Candidats                | Partis                   | Nuance                   | Premier tour | Premier tour | Second tour | Second tour |
| Candidats                | Candidats                | Partis                   | Nuance                   | Voix         | %            | Voix        | %           |
| ------------------------ | ------------------------ | ------------------------ | ------------------------ | ------------ | ------------ | ----------- | ----------- |
|                          | Hamid El Hassouni        | PS                       | DVG                      | 1 918        | 50,25        | 2 129       | 53,83       |
|                          | Catherine Hervieu        | EÉLV                     | DVG                      | 1 918        | 50,25        | 2 129       | 53,83       |
|                          | Julie Bligny             | DVD                      | DVD                      | 1 135        | 29,74        | 1 826       | 46,17       |
|                          | Stéphane Chevalier       | Agir                     | DVD                      | 1 135        | 29,74        | 1 826       | 46,17       |
|                          | Yoann Beudet             | RN                       | RN                       | 764          | 20,02        |             |             |
|                          | Christelle Lefevre       | RN                       | RN                       | 764          | 20,02        |             |             |
|                          |                          |                          |                          |              |              |             |             |
| Suffrages exprimés       | Suffrages exprimés       | Suffrages exprimés       | Suffrages exprimés       | 3 817        | 95,86        | 3 955       | 93,88       |
| Votes blancs             | Votes blancs             | Votes blancs             | Votes blancs             | 110          | 2,76         | 179         | 4,25        |
| Votes nuls               | Votes nuls               | Votes nuls               | Votes nuls               | 55           | 1,38         | 79          | 1,88        |
| Total                    | Total                    | Total                    | Total                    | 3 982        | 100          | 4 213       | 100         |
| Abstention               | Abstention               | Abstention               | Abstention               | 8 298        | 67,57        | 8 071       | 65,70       |
| Inscrits / participation | Inscrits / participation | Inscrits / participation | Inscrits / participation | 12 280       | 32,43        | 12 284      | 34,30       |

### Canton de Dijon-4
| Candidats                | Candidats                | Partis                   | Nuance                   | Premier tour | Premier tour | Second tour | Second tour |
| Candidats                | Candidats                | Partis                   | Nuance                   | Voix         | %            | Voix        | %           |
| ------------------------ | ------------------------ | ------------------------ | ------------------------ | ------------ | ------------ | ----------- | ----------- |
|                          | Nuray Akpinar-Istiquam   | PS                       | DVG                      | 1 382        | 38,52        | 1 971       | 52,39       |
|                          | Benoît Bordat            | Cap21                    | DVG                      | 1 382        | 38,52        | 1 971       | 52,39       |
|                          | Anne Erschens            | LR                       | DVD                      | 1 150        | 32,05        | 1 791       | 47,61       |
|                          | Ludovic Rochette         | DVD                      | DVD                      | 1 150        | 32,05        | 1 791       | 47,61       |
|                          | Odile Fabre              | RN                       | RN                       | 576          | 16,05        |             |             |
|                          | Emmanuel Jeanjean        | RN                       | RN                       | 576          | 16,05        |             |             |
|                          | Christine Durnerin       | ÉCO                      | ECO                      | 480          | 13,38        |             |             |
|                          | Bruno Louis              | ÉCO                      | ECO                      | 480          | 13,38        |             |             |
|                          |                          |                          |                          |              |              |             |             |
| Suffrages exprimés       | Suffrages exprimés       | Suffrages exprimés       | Suffrages exprimés       | 3 588        | 97,34        | 3 762       | 94,67       |
| Votes blancs             | Votes blancs             | Votes blancs             | Votes blancs             | 70           | 1,90         | 142         | 3,57        |
| Votes nuls               | Votes nuls               | Votes nuls               | Votes nuls               | 28           | 0,76         | 70          | 1,76        |
| Total                    | Total                    | Total                    | Total                    | 3 686        | 100          | 3 974       | 100         |
| Abstention               | Abstention               | Abstention               | Abstention               | 7 645        | 67,47        | 7 341       | 64,88       |
| Inscrits / participation | Inscrits / participation | Inscrits / participation | Inscrits / participation | 11 331       | 32,53        | 11 315      | 35,12       |

### Canton de Dijon-5
| Candidats                | Candidats                | Partis                   | Nuance                   | Premier tour | Premier tour | Second tour | Second tour |
| Candidats                | Candidats                | Partis                   | Nuance                   | Voix         | %            | Voix        | %           |
| ------------------------ | ------------------------ | ------------------------ | ------------------------ | ------------ | ------------ | ----------- | ----------- |
|                          | Christophe Avena         | PS                       | SOC                      | 1 356        | 30,59        | 2 617       | 58,35       |
|                          | Marie-Thérèse Pugliese   | PS                       | SOC                      | 1 356        | 30,59        | 2 617       | 58,35       |
|                          | Bruno David              | DVD                      | DVD                      | 789          | 17,80        | 1 868       | 41,65       |
|                          | Caroline Jacquemard      | DVD                      | DVD                      | 789          | 17,80        | 1 868       | 41,65       |
|                          | Valentin Deligny         | RN                       | RN                       | 725          | 16,35        |             |             |
|                          | Mélanie Valero           | RN                       | RN                       | 725          | 16,35        |             |             |
|                          | Franck Ayache            | UDI                      | UDI                      | 587          | 13,24        |             |             |
|                          | Maria-Paz Fave Usach     | LREM                     | UDI                      | 587          | 13,24        |             |             |
|                          | Anne-Sophie Collinet     | LFI                      | FI                       | 542          | 12,23        |             |             |
|                          | Laurent De Clercq        | LFI                      | FI                       | 542          | 12,23        |             |             |
|                          | Ghislaine Chatenet       | ÉCO                      | ECO                      | 434          | 9,79         |             |             |
|                          | Julien Gonzalez          | ÉCO                      | ECO                      | 434          | 9,79         |             |             |
|                          |                          |                          |                          |              |              |             |             |
| Suffrages exprimés       | Suffrages exprimés       | Suffrages exprimés       | Suffrages exprimés       | 4 433        | 97,21        | 4 485       | 93,81       |
| Votes blancs             | Votes blancs             | Votes blancs             | Votes blancs             | 75           | 1,64         | 229         | 4,79        |
| Votes nuls               | Votes nuls               | Votes nuls               | Votes nuls               | 52           | 1,14         | 67          | 1,40        |
| Total                    | Total                    | Total                    | Total                    | 7 560        | 100          | 4 781       | 100         |
| Abstention               | Abstention               | Abstention               | Abstention               | 9 429        | 67,40        | 9 211       | 65,83       |
| Inscrits / participation | Inscrits / participation | Inscrits / participation | Inscrits / participation | 13 989       | 32,60        | 13 992      | 34,17       |

### Canton de Dijon-6
| Candidats                | Candidats                | Partis                   | Nuance                   | Premier tour | Premier tour | Second tour | Second tour |
| Candidats                | Candidats                | Partis                   | Nuance                   | Voix         | %            | Voix        | %           |
| ------------------------ | ------------------------ | ------------------------ | ------------------------ | ------------ | ------------ | ----------- | ----------- |
|                          | Céline Maglica           | PS                       | SOC                      | 1 824        | 37,83        | 2 790       | 58,22       |
|                          | Massar N'Diaye           | PS                       | SOC                      | 1 824        | 37,83        | 2 790       | 58,22       |
|                          | Samia Djemali            | DVD                      | REM                      | 1 270        | 26,34        | 2 002       | 41,78       |
|                          | Valentin Louot           | LREM                     | REM                      | 1 270        | 26,34        | 2 002       | 41,78       |
|                          | Fréderika Desaubliaux    | RN                       | RN                       | 1 027        | 21,30        |             |             |
|                          | Cyrille Lignon           | RN                       | RN                       | 1 027        | 21,30        |             |             |
|                          | Marie-Lucile Grillot     | DVG                      | DVG                      | 559          | 11,60        |             |             |
|                          | Arnaud Guvenatam         | LFI                      | DVG                      | 559          | 11,60        |             |             |
|                          | Marie Thérèse Basilio    | POID                     | EXG                      | 141          | 2,92         |             |             |
|                          | Dominique Gros           | POID                     | EXG                      | 141          | 2,92         |             |             |
|                          |                          |                          |                          |              |              |             |             |
| Suffrages exprimés       | Suffrages exprimés       | Suffrages exprimés       | Suffrages exprimés       | 4 821        | 96,83        | 4 792       | 91,19       |
| Votes blancs             | Votes blancs             | Votes blancs             | Votes blancs             | 105          | 2,11         | 325         | 6,18        |
| Votes nuls               | Votes nuls               | Votes nuls               | Votes nuls               | 53           | 1,06         | 138         | 2,63        |
| Total                    | Total                    | Total                    | Total                    | 4 979        | 100          | 5 255       | 100         |
| Abstention               | Abstention               | Abstention               | Abstention               | 10 552       | 67,94        | 10 284      | 66,18       |
| Inscrits / participation | Inscrits / participation | Inscrits / participation | Inscrits / participation | 15 531       | 32,06        | 15 539      | 33,82       |

### Canton de Fontaine-lès-Dijon
| Candidats                | Candidats                | Partis                   | Nuance                   | Premier tour | Premier tour | Second tour | Second tour |
| Candidats                | Candidats                | Partis                   | Nuance                   | Voix         | %            | Voix        | %           |
| ------------------------ | ------------------------ | ------------------------ | ------------------------ | ------------ | ------------ | ----------- | ----------- |
|                          | Patrick Chapuis          | LR                       | LR                       | 3 287        | 40,06        | 5 347       | 66,04       |
|                          | Patricia Gourmand        | LR                       | LR                       | 3 287        | 40,06        | 5 347       | 66,04       |
|                          | Gérard Lizard            | EELV                     | ECO                      | 1 835        | 22,36        | 2 749       | 33,96       |
|                          | Isabelle Maupetit        | SE                       | ECO                      | 1 835        | 22,36        | 2 749       | 33,96       |
|                          | Dominique Grimpret       | LREM                     | REM                      | 1682         | 20,50        |             |             |
|                          | Nadine Mutin             | LREM                     | REM                      | 1682         | 20,50        |             |             |
|                          | Christelle Chevillard    | RN                       | RN                       | 1 401        | 17,07        |             |             |
|                          | Jean-Marc Ponelle        | RN                       | RN                       | 1 401        | 17,07        |             |             |
|                          |                          |                          |                          |              |              |             |             |
| Suffrages exprimés       | Suffrages exprimés       | Suffrages exprimés       | Suffrages exprimés       | 8 205        | 97,24        | 8 096       | 93,99       |
| Votes blancs             | Votes blancs             | Votes blancs             | Votes blancs             | 161          | 1,91         | 379         | 4,40        |
| Votes nuls               | Votes nuls               | Votes nuls               | Votes nuls               | 72           | 0,85         | 139         | 1,61        |
| Total                    | Total                    | Total                    | Total                    | 8 438        | 100          | 8 614       | 100         |
| Abstention               | Abstention               | Abstention               | Abstention               | 12 459       | 59,62        | 12 287      | 58,79       |
| Inscrits / participation | Inscrits / participation | Inscrits / participation | Inscrits / participation | 20 897       | 40,38        | 20 901      | 41,21       |

### Canton de Genlis
| Candidats                | Candidats                | Partis                   | Nuance                   | Premier tour | Premier tour | Second tour | Second tour |
| Candidats                | Candidats                | Partis                   | Nuance                   | Voix         | %            | Voix        | %           |
| ------------------------ | ------------------------ | ------------------------ | ------------------------ | ------------ | ------------ | ----------- | ----------- |
|                          | Martial Mathiron         | DVG                      | DVG                      | 2 016        | 39,44        | 2 564       | 51,79       |
|                          | Gaëlle Thomas            | DVG                      | DVG                      | 2 016        | 39,44        | 2 564       | 51,79       |
|                          | Vincent Dancourt         | LR                       | LR                       | 1 628        | 31,85        | 2 387       | 48,21       |
|                          | Christelle Meheu         | DVD                      | LR                       | 1 628        | 31,85        | 2 387       | 48,21       |
|                          | Monique Losa             | RN                       | RN                       | 1 468        | 28,72        |             |             |
|                          | Eric Tallec              | RN                       | RN                       | 1 468        | 28,72        |             |             |
|                          |                          |                          |                          |              |              |             |             |
| Suffrages exprimés       | Suffrages exprimés       | Suffrages exprimés       | Suffrages exprimés       | 5 112        | 96,29        | 4 951       | 91,97       |
| Votes blancs             | Votes blancs             | Votes blancs             | Votes blancs             | 151          | 2,84         | 300         | 5,57        |
| Votes nuls               | Votes nuls               | Votes nuls               | Votes nuls               | 46           | 0,87         | 132         | 2,45        |
| Total                    | Total                    | Total                    | Total                    | 5 309        | 100          | 5 383       | 100         |
| Abstention               | Abstention               | Abstention               | Abstention               | 10 960       | 67,37        | 10 888      | 66,92       |
| Inscrits / participation | Inscrits / participation | Inscrits / participation | Inscrits / participation | 16 269       | 32,63        | 16 271      | 33,08       |

### Canton d'Is-sur-Tille
| Candidats                | Candidats                | Partis                   | Nuance                   | Premier tour | Premier tour | Second tour | Second tour |
| Candidats                | Candidats                | Partis                   | Nuance                   | Voix         | %            | Voix        | %           |
| ------------------------ | ------------------------ | ------------------------ | ------------------------ | ------------ | ------------ | ----------- | ----------- |
|                          | Charles Barrière         | LR                       | UDI                      | 3 385        | 60,26        | 4 250       | 78,20       |
|                          | Catherine Louis          | UDI                      | UDI                      | 3 385        | 60,26        | 4 250       | 78,20       |
|                          | Marie-Josèphe Cottet     | RN                       | RN                       | 1 156        | 20,58        | 1 185       | 21,80       |
|                          | Martial Strauss          | RN                       | RN                       | 1 156        | 20,58        | 1 185       | 21,80       |
|                          | Isabelle De Almeida      | PCF                      | COM                      | 1 076        | 19,16        |             |             |
|                          | Laurent Gutierrez        | PCF                      | COM                      | 1 076        | 19,16        |             |             |
|                          |                          |                          |                          |              |              |             |             |
| Suffrages exprimés       | Suffrages exprimés       | Suffrages exprimés       | Suffrages exprimés       | 5 617        | 96,40        | 5 435       | 92,45       |
| Votes blancs             | Votes blancs             | Votes blancs             | Votes blancs             | 141          | 2,42         | 342         | 5,82        |
| Votes nuls               | Votes nuls               | Votes nuls               | Votes nuls               | 69           | 1,18         | 102         | 1,73        |
| Total                    | Total                    | Total                    | Total                    | 5 827        | 100          | 5 879       | 100         |
| Abstention               | Abstention               | Abstention               | Abstention               | 9 141        | 61,07        | 9 085       | 60,71       |
| Inscrits / participation | Inscrits / participation | Inscrits / participation | Inscrits / participation | 14 968       | 38,93        | 14 964      | 39,29       |

### Canton de Ladoix-Serrigny
| Candidats                | Candidats                | Partis                   | Nuance                   | Premier tour | Premier tour | Second tour | Second tour |
| Candidats                | Candidats                | Partis                   | Nuance                   | Voix         | %            | Voix        | %           |
| ------------------------ | ------------------------ | ------------------------ | ------------------------ | ------------ | ------------ | ----------- | ----------- |
|                          | Anne Parent              | DVD                      | DVD                      | 2 747        | 48,47        | 4 296       | 77,24       |
|                          | Denis Thomas             | LR                       | DVD                      | 2 747        | 48,47        | 4 296       | 77,24       |
|                          | François Boye            | RN                       | RN                       | 1 151        | 20,31        | 1 266       | 22,76       |
|                          | Isabelle Geraldy         | RN                       | RN                       | 1 151        | 20,31        | 1 266       | 22,76       |
|                          | Mathilde Claudon         | LREM                     | REM                      | 950          | 16,76        |             |             |
|                          | Eric Taufflieb           | LREM                     | REM                      | 950          | 16,76        |             |             |
|                          | Nathalie Couelli         | PCF                      | COM                      | 819          | 14,45        |             |             |
|                          | Jacky Dessole            | PCF                      | COM                      | 819          | 14,45        |             |             |
|                          |                          |                          |                          |              |              |             |             |
| Suffrages exprimés       | Suffrages exprimés       | Suffrages exprimés       | Suffrages exprimés       | 5 667        | 95,95        | 5 562       | 91,98       |
| Votes blancs             | Votes blancs             | Votes blancs             | Votes blancs             | 181          | 3,06         | 364         | 6,02        |
| Votes nuls               | Votes nuls               | Votes nuls               | Votes nuls               | 58           | 0,98         | 121         | 2,00        |
| Total                    | Total                    | Total                    | Total                    | 5 906        | 100          | 6 047       | 100         |
| Abstention               | Abstention               | Abstention               | Abstention               | 10 059       | 63,01        | 9 860       | 61,99       |
| Inscrits / participation | Inscrits / participation | Inscrits / participation | Inscrits / participation | 15 965       | 36,99        | 15 907      | 38,01       |

### Canton de Longvic
| Candidats                | Candidats                | Partis                   | Nuance                   | Premier tour | Premier tour | Second tour | Second tour |
| Candidats                | Candidats                | Partis                   | Nuance                   | Voix         | %            | Voix        | %           |
| ------------------------ | ------------------------ | ------------------------ | ------------------------ | ------------ | ------------ | ----------- | ----------- |
|                          | Christophe Lucand        | PS                       | SOC                      | 2 868        | 51,47        | 3 344       | 58,50       |
|                          | Céline Tonot             | PS                       | SOC                      | 2 868        | 51,47        | 3 344       | 58,50       |
|                          | Gilles Carre             | DVD                      | DVD                      | 1 484        | 26,63        | 2 372       | 41,50       |
|                          | Valérie Grandet          | DVD                      | DVD                      | 1 484        | 26,63        | 2 372       | 41,50       |
|                          | Caroline Faltot          | RN                       | RN                       | 1 220        | 21,90        |             |             |
|                          | David Treca              | RN                       | RN                       | 1 220        | 21,90        |             |             |
|                          |                          |                          |                          |              |              |             |             |
| Suffrages exprimés       | Suffrages exprimés       | Suffrages exprimés       | Suffrages exprimés       | 5 572        | 95,89        | 5 716       | 92,69       |
| Votes blancs             | Votes blancs             | Votes blancs             | Votes blancs             | 158          | 2,72         | 317         | 5,14        |
| Votes nuls               | Votes nuls               | Votes nuls               | Votes nuls               | 81           | 1,39         | 134         | 2,17        |
| Total                    | Total                    | Total                    | Total                    | 5 811        | 100          | 6 167       | 100         |
| Abstention               | Abstention               | Abstention               | Abstention               | 10 338       | 64,02        | 9 979       | 61,80       |
| Inscrits / participation | Inscrits / participation | Inscrits / participation | Inscrits / participation | 16 149       | 35,98        | 16 146      | 38,20       |

### Canton de Montbard
| Candidats                | Candidats                | Partis                   | Nuance                   | Premier tour | Premier tour | Second tour | Second tour |
| Candidats                | Candidats                | Partis                   | Nuance                   | Voix         | %            | Voix        | %           |
| ------------------------ | ------------------------ | ------------------------ | ------------------------ | ------------ | ------------ | ----------- | ----------- |
|                          | Marc Frot                | UDI                      | UDI                      | 3 047        | 60,15        | 3 426       | 66,72       |
|                          | Laurence Porte           | UDI                      | UDI                      | 3 047        | 60,15        | 3 426       | 66,72       |
|                          | Yolaine De Courson       | DVG                      | DVG                      | 1 346        | 26,57        | 1 709       | 33,28       |
|                          | Jean-Marc Rigaud         | DVG                      | DVG                      | 1 346        | 26,57        | 1 709       | 33,28       |
|                          | Evelyne Gelin            | DVG                      | DIV                      | 673          | 13,28        |             |             |
|                          | Jérôme Petitdent         | LFI                      | DIV                      | 673          | 13,28        |             |             |
|                          |                          |                          |                          |              |              |             |             |
| Suffrages exprimés       | Suffrages exprimés       | Suffrages exprimés       | Suffrages exprimés       | 5 066        | 93,52        | 5 135       | 92,72       |
| Votes blancs             | Votes blancs             | Votes blancs             | Votes blancs             | 242          | 4,47         | 286         | 5,16        |
| Votes nuls               | Votes nuls               | Votes nuls               | Votes nuls               | 109          | 2,01         | 117         | 2,11        |
| Total                    | Total                    | Total                    | Total                    | 5 417        | 100          | 5 538       | 100         |
| Abstention               | Abstention               | Abstention               | Abstention               | 8 208        | 60,24        | 8 087       | 59,35       |
| Inscrits / participation | Inscrits / participation | Inscrits / participation | Inscrits / participation | 13 625       | 39,76        | 13 625      | 40,65       |

### Canton de Nuits-Saint-Georges
| Candidats                | Candidats                | Partis                   | Nuance                   | Premier tour | Premier tour | Second tour | Second tour |
| Candidats                | Candidats                | Partis                   | Nuance                   | Voix         | %            | Voix        | %           |
| ------------------------ | ------------------------ | ------------------------ | ------------------------ | ------------ | ------------ | ----------- | ----------- |
|                          | Valérie Dureuil          | DVD                      | DVD                      | 2 571        | 47,51        | 3 304       | 61,47       |
|                          | Hubert Poullot           | LR                       | DVD                      | 2 571        | 47,51        | 3 304       | 61,47       |
|                          | Isabelle Chapuilliot     | DVG                      | DVG                      | 1 742        | 32,19        | 2 071       | 38,53       |
|                          | Jean-Luc Porte           | DVG                      | DVG                      | 1 742        | 32,19        | 2 071       | 38,53       |
|                          | Béatrice Auserve         | RN                       | RN                       | 1 099        | 20,31        |             |             |
|                          | Vincent-Cyril Moissenet  | RN                       | RN                       | 1 099        | 20,31        |             |             |
|                          |                          |                          |                          |              |              |             |             |
| Suffrages exprimés       | Suffrages exprimés       | Suffrages exprimés       | Suffrages exprimés       | 5 412        | 96,49        | 5 375       | 93,22       |
| Votes blancs             | Votes blancs             | Votes blancs             | Votes blancs             | 150          | 2,67         | 274         | 4,75        |
| Votes nuls               | Votes nuls               | Votes nuls               | Votes nuls               | 47           | 0,84         | 117         | 2,03        |
| Total                    | Total                    | Total                    | Total                    | 5 609        | 100          | 5 766       | 100         |
| Abstention               | Abstention               | Abstention               | Abstention               | 9 850        | 63,72        | 9 697       | 62,71       |
| Inscrits / participation | Inscrits / participation | Inscrits / participation | Inscrits / participation | 15 459       | 36,28        | 15 463      | 37,29       |

### Canton de Saint-Apollinaire
| Candidats                | Candidats                | Partis                   | Nuance                   | Premier tour | Premier tour | Second tour | Second tour |
| Candidats                | Candidats                | Partis                   | Nuance                   | Voix         | %            | Voix        | %           |
| ------------------------ | ------------------------ | ------------------------ | ------------------------ | ------------ | ------------ | ----------- | ----------- |
|                          | Christine Blanc          | DVD                      | DVD                      | 4 787        | 70,49        | 5 273       | 72,92       |
|                          | Laurent Thomas           | LR                       | DVD                      | 4 787        | 70,49        | 5 273       | 72,92       |
|                          | Martine Royer            | RN                       | RN                       | 2 004        | 29,51        | 1 958       | 27,08       |
|                          | Jonathan Soyer           | RN                       | RN                       | 2 004        | 29,51        | 1 958       | 27,08       |
|                          |                          |                          |                          |              |              |             |             |
| Suffrages exprimés       | Suffrages exprimés       | Suffrages exprimés       | Suffrages exprimés       | 6 791        | 89,88        | 7 231       | 91,74       |
| Votes blancs             | Votes blancs             | Votes blancs             | Votes blancs             | 556          | 7,36         | 490         | 6,22        |
| Votes nuls               | Votes nuls               | Votes nuls               | Votes nuls               | 209          | 2,77         | 161         | 2,04        |
| Total                    | Total                    | Total                    | Total                    | 7 556        | 100          | 7 882       | 100         |
| Abstention               | Abstention               | Abstention               | Abstention               | 13 571       | 65,24        | 13 245      | 62,69       |
| Inscrits / participation | Inscrits / participation | Inscrits / participation | Inscrits / participation | 21 127       | 35,76        | 21 127      | 37,31       |

### Canton de Semur-en-Auxois
| Candidats                | Candidats                | Partis                   | Nuance                   | Premier tour | Premier tour |
| Candidats                | Candidats                | Partis                   | Nuance                   | Voix         | %            |
| ------------------------ | ------------------------ | ------------------------ | ------------------------ | ------------ | ------------ |
|                          | Martine Eap-Dupin        | LR                       | LR                       | 4 134        | 61,14        |
|                          | François Sauvadet        | UDI                      | LR                       | 4 134        | 61,14        |
|                          | Étienne Jobard           | DVG                      | DVG                      | 1 550        | 22,92        |
|                          | Patricia Lasnier-Bina    | DVG                      | DVG                      | 1 550        | 22,92        |
|                          | Jérémy Dameron           | RN                       | RN                       | 1 078        | 15,94        |
|                          | Grace Jourdier           | RN                       | RN                       | 1 078        | 15,94        |
|                          |                          |                          |                          |              |              |
| Suffrages exprimés       | Suffrages exprimés       | Suffrages exprimés       | Suffrages exprimés       | 6 762        | 95,21        |
| Votes blancs             | Votes blancs             | Votes blancs             | Votes blancs             | 245          | 3,45         |
| Votes nuls               | Votes nuls               | Votes nuls               | Votes nuls               | 95           | 1,34         |
| Total                    | Total                    | Total                    | Total                    | 7 102        | 100          |
| Abstention               | Abstention               | Abstention               | Abstention               | 9 323        | 56,76        |
| Inscrits / participation | Inscrits / participation | Inscrits / participation | Inscrits / participation | 16 425       | 43,24        |

### Canton de Talant
| Candidats                | Candidats                  | Partis                   | Nuance                   | Premier tour | Premier tour | Second tour | Second tour |
| Candidats                | Candidats                  | Partis                   | Nuance                   | Voix         | %            | Voix        | %           |
| ------------------------ | -------------------------- | ------------------------ | ------------------------ | ------------ | ------------ | ----------- | ----------- |
|                          | Christine Renaudin-Jacques | G.s                      | SOC                      | 2 549        | 38,06        | 3 299       | 49,40       |
|                          | Michel Roignot             | DVG                      | SOC                      | 2 549        | 38,06        | 3 299       | 49,40       |
|                          | Alain Lamy                 | LR                       | UCD                      | 2 165        | 32,33        | 3 379       | 50,60       |
|                          | Céline Vialet              | DVC                      | UCD                      | 2 165        | 32,33        | 3 379       | 50,60       |
|                          | Myriam Peronne             | RN                       | RN                       | 1 278        | 19,08        |             |             |
|                          | Eric Pezon                 | RN                       | RN                       | 1 278        | 19,08        |             |             |
|                          | Noëlle Cambillard          | DVD                      | DVD                      | 705          | 10,53        |             |             |
|                          | Bernard Depierre           | DVD                      | DVD                      | 705          | 10,53        |             |             |
|                          |                            |                          |                          |              |              |             |             |
| Suffrages exprimés       | Suffrages exprimés         | Suffrages exprimés       | Suffrages exprimés       | 6 697        | 96,46        | 6 678       | 93,90       |
| Votes blancs             | Votes blancs               | Votes blancs             | Votes blancs             | 159          | 2,29         | 316         | 4,44        |
| Votes nuls               | Votes nuls                 | Votes nuls               | Votes nuls               | 87           | 1,25         | 118         | 1,66        |
| Total                    | Total                      | Total                    | Total                    | 6 943        | 100          | 7 112       | 100         |
| Abstention               | Abstention                 | Abstention               | Abstention               | 10 474       | 60,14        | 10 308      | 59,17       |
| Inscrits / participation | Inscrits / participation   | Inscrits / participation | Inscrits / participation | 17 417       | 39,86        | 17 420      | 40,83       |